# Bülach
Bülach je mesto v Švici in mesto v kantonu Zürich.

## Mestne četrti
- Bülach Kern
- Eschenmosen
- Nussbaumen
- Niderflachs
- Heimgarten